# Reprezentacja Norwegii w unihokeju mężczyzn
Reprezentacja Norwegii w unihokeju mężczyzn – drużyna reprezentująca Norwegię w rozgrywkach międzynarodowych w unihokeju mężczyzn.

## Historia
Reprezentacja ta w swym dorobku posiada jeden medal brązowy zdobyty na pierwszych MŚ w 1996 roku..

## Udział w imprezach międzynarodowych

### Mistrzostwa Europy
| Rok     | M                 | Z                 | R                 | P                 | Suma              | +/-               | Miejsce           |
| ------- | ----------------- | ----------------- | ----------------- | ----------------- | ----------------- | ----------------- | ----------------- |
| ME 1994 | 5                 | 2                 | 0                 | 3                 | 16:22             | −6                | 4.miejsce         |
| ME 1995 | nie brali udziału | nie brali udziału | nie brali udziału | nie brali udziału | nie brali udziału | nie brali udziału | nie brali udziału |

### Mistrzostwach Świata
| Rok     | M  | Z  | R | P  | Suma    | +/- | Miejsce   |
| ------- | -- | -- | - | -- | ------- | --- | --------- |
| MŚ 1996 | 7  | 4  | 1 | 2  | 40:22   | +18 | 3.miejsce |
| MŚ 1998 | 4  | 2  | 1 | 1  | 13:11   | +2  | 5.miejsce |
| MŚ 2000 | 4  | 2  | 1 | 1  | 13:15   | −2  | 5.miejsce |
| MŚ 2002 | 6  | 4  | 0 | 2  | 29:23   | +6  | 5.miejsce |
| MŚ 2004 | 5  | 3  | 0 | 2  | 49:34   | +15 | 5.miejsce |
| MŚ 2006 | 5  | 2  | 1 | 2  | 31:35   | −4  | 7.miejsce |
| MŚ 2008 | 5  | 2  | 0 | 3  | 41:44   | −3  | 6.miejsce |
| MŚ 2010 | 6  | 3  | 1 | 2  | 51:29   | +22 | 6.miejsce |
| MŚ 2012 | 6  | 4  | 0 | 2  | 42:32   | +10 | 5.miejsce |
| MŚ 2014 | 7  | 3  | 0 | 4  | 33:33   | +0  | 6.miejsce |
| MŚ 2016 | 7  | 2  | 1 | 4  | 27:40   | -13 | 6.miejsce |
| Razem   | 62 | 31 | 6 | 25 | 369:318 | +51 |           |

### Kwalifikacje do MŚ
| Rok  | M | Z | R | P | Suma  | +/- | Miejsce |
| ---- | - | - | - | - | ----- | --- | ------- |
| 2014 | 4 | 4 | 0 | 0 | 66:10 | +56 | 1/5     |
| 2016 | 5 | 4 | 0 | 1 | 58:9  | +49 | 2/6     |